# Itbayat
Đô thị Itbayat là đô thị lớn nhất trong số 3 đảo có người sinh sống trong tỉnh Batanes.

## Các đơn vị hành chính
Itbayat, về mặt hành chính, được chia thành 5 khu phố (barangay).
- Raele
- San Rafael (Idiang)
- Santa Lucia (Kauhauhasan)
- Santa Maria (Marapuy)
- Santa Rosa (Kaynatuan)